# 오에 이와시로
오오에 이와시로 (일본어: 大江 磐代 おおえ いわしろ[*], 1744년 (엔쿄 원년) - 1813년 1월 11일 (분카 9년 12월 9일))는 칸인노미야 스케히토 친왕의 뇨보이다. 고카쿠 천황의 생모로, 메이지 천황의 고조모이다. 원호는 렌죠인(蓮上院)이다.

## 생애
1744년 (엔쿄 원년)에 호키국 쿠라요시 (돗토리현 쿠라요시시)에서 돗토리번의 가로 아라오씨의 가신이었던 아버지 이와무로 소켄과 철 도매상의 딸이었던 어머니 오린 사이에서 태어났다. 아명은 오츠루이다.
9살때 낭인이 되어, 동네 의사가 된 아버지 소켄과 함께 수도에 갔다. 양녀가 되어 쿠시게가를 섬기는 등의 시기를 지내고, 10대 무렵에는 타치바나 성을 자칭하여, "오오에 루코 (大江留子)"로써 카조노미야 나리코 내친왕의 시녀가 되었다.
그 후, 나리코 내친왕이 칸인노미야 스케히토 친왕에게 시집가자, 이름을 바꾸고 친왕의 뇨보가 되어, 총애를 받아 세명의 황자를 두었다. 그녀의 장남이자 칸인노미야 스케히토 친왕의 6왕자 모로히토 친왕은 황자가 없었던 고모모조노 천황의 1황녀 요시코 내친왕을 중궁으로 맞이해 즉위했다. 천황의 생모로는 당시 이례적으로 출신 신분이 낮았다.
스케히토 친왕 사후, 출가하여 렌죠인 (蓮上院)이라 칭하고, 둘째 아들 쇼고인몬제키궁가를 잇던 칸인노미야 스케히토 친왕의 7왕자 미츠히토 입도친왕의 곁에서 살았다. 아버지 이와무로 소켄도 그 인연으로 가신에게 거두어져 법교의 지위를 부여받았다.
1812년 (분카 9년), 69세의 나이로 사망, 로잔지에 묻혔다. 1878년 (메이지 11년) 정4위, 1902년 (메이지 35년), 종1위에 추증되었다.